# اسک‌من
اَسک‌مِـن (انگلیسی: AskMen) یک درگاه اینترنتی مجانی ویژه مردان است که نسخه‌های اختصاصی بین‌المللی در استرالیا، کانادا، خاورمیانه، بریتانیا و ایالات متحده آمریکا دارد.
این وبگاه در اوت ۱۹۹۹ میلادی توسط «ریکاردو پوپادا»، «کریستوفر بلروز رونی» و «لوئیس رودریگز» که هر سه از فارغ‌التحصیلان دانشکدهٔ بازرگانی دانشگاه کنکوردیا در مونترآل بودند، بنیان‌گذاری شد و تا سال ۲۰۰۱ میلادی بزرگترین وبگاه اختصاص‌یافته به شیوهٔ زندگی مردان در جهان شد. در سال ۲۰۰۵ میلادی این درگاه به مالکیت آی‌جی‌ان درآمد.
در دسامبر ۲۰۰۹ میلادی، اسک‌من حدود ۱۲ میلیون بازدیدکننده اختصاصی داشت.